# Чертов, Даниил Владимирович
Даниил Владимирович Чертов (15 ноября 1990 года, Москва, СССР) — российский футболист, защитник казахстанского клуба «Окжетпес»

## Карьера
Воспитанник московского «Локомотив». Играл на позиции защитника и нападающего. С 2010 по 2015 год выступал за ряд клубов второго российского дивизиона. В 2015 году тренер Владимир Муханов, работавший с Чертовым ранее в «Химках» позвал игрока к себе в казахстанский «Окжетпес», который вернулся в премьер-лигу.

## Достижения
- Победитель зоны «Центр» второго дивизиона: 2010.
- Бронзовый призёр зоны «Центр» второго дивизиона: 2012/2013.
- Бронзовый призёр зоны «Запад» второго дивизиона: 2013/2014.